# João Pedro da Veiga Miranda
João Pedro da Veiga Miranda (Campanha, 11 de abril de 1881 — Ribeirão Preto, 17 de fevereiro de 1936) foi um professor, engenheiro, escritor, jornalista e político brasileiro.
Nomeado pelo presidente Epitácio Pessoa, Foi ministro da Marinha do Brasil, de 12 de setembro de 1921 a 15 de novembro de 1922. Veiga Miranda foi o primeiro civil a ocupar o cargo.
Encontra-se colaboração jornalística da sua autoria nas revistas Serões (1901-1911) e Atlântida (1915-1920).
Foi membro da ʽAcademia Paulista de Letrasʼ, ocupando a cadeira n. 35. 